# Brieštie
Brieštie es un municipio del distrito de Turčianske Teplice en la región de Žilina, Eslovaquia, con una población estimada a final del año 2024 de 128 habitantes.
Se encuentra ubicado al suroeste de la región, cerca del curso alto del río Váh (cuenca hidrográfica del Danubio) y de la frontera con las regiones de Banská Bystrica y Trenčín.

## Demografía
| Año        | 1994 | 2004     | 2014     | 2024    |
| ---------- | ---- | -------- | -------- | ------- |
| Población  | 183  | 159      | 138      | 128     |
| Diferencia |      | −13,11 % | −13,20 % | −7,24 % |

| Año        | 2023 | 2024    |
| ---------- | ---- | ------- |
| Población  | 133  | 128     |
| Diferencia |      | −3,75 % |